# Jorge García Sertucha
Jorge García Sertucha, Patas, (Guecho, 2 de abril de 1968) es un miembro de ETA que cumplió una condena de 37 años por el intento de asesinato contra el rey Juan Carlos I en agosto de 1995 en Palma de Mallorca.

## Biografía
Sertucha comenzó su vinculación con ETA en 1990 como miembro de un grupo 'satélite' del 'comando Vizcaya' hasta que en 1991 huyó a Francia tras la desarticulación de esa célula terrorista. Dos años más tarde fue enviado a Valencia para realizar una campaña de atentados y en 1995 formó parte del comando etarra que se desplazó en barco hasta Mallorca para intentar matar al rey. En esa célula terrorista estaban también integrados Juan José Rego Vidal y su hijo, Ignacio Rego Sebastián.
A Sertucha, a pesar de ser miope, se le encomendó la misión de ser el francotirador que tenía que eliminar al rey con un fusil que llevaba incorporada una mira telescópica desde el segundo piso de un apartamento alquilado en Palma, que tenía vistas al puerto en el que estaba atracado el yate del monarca.
El magnicidio fue frustrado por el Cuerpo Nacional de Policía el 9 de agosto de 1995, deteniendo a los tres miembros. La Audiencia Nacional le condenó a 37 años de cárcel por un delito de atentado contra la Corona, dos delitos de terrorismo, depósito de armas y explosivos, pertenencia a ETA y falsificación de documento oficial.
Desde que fue encarcelado pasó por las prisiones de Alcalá Meco, Navalcarnero y Huelva. A esta última cárcel fue enviado por vez primera en septiembre de 2002 y en ella permaneció desde entonces salvo breves traslados a prisiones de Madrid para realizar gestiones en la Audiencia Nacional.
Salió de prisión en el año 2015.